# Giuditta Grisi
Giuditta Grisi, zam. księżna Barni (ur. 28 lipca 1805 w Mediolanie, zm. 1 maja 1840 w Robecco d’Oglio) – włoska śpiewaczka operowa, mezzosopran.

## Życiorys
Była siostrą śpiewaczki Giulii Grisi. Śpiewu uczyła się u swojej ciotki, Giuseppiny Grassini, następnie uczęszczała do konserwatorium w Mediolanie. Zadebiutowała na scenie w 1826 roku w Wiedniu rolą w operze Gioacchino Rossiniego Bianca e Falliero. Występowała na czołowych scenach włoskich, m.in. we Florencji, Parmie i Turynie. W 1830 roku wystąpiła w Wenecji w prapremierowym przedstawieniu opery Capuleti i Montecchi Vincenzo Belliniego w napisanej specjalnie dla niej roli Romea, u boku wykonującej rolę Julii siostry. W 1831 roku na scenie mediolańskiej La Scali kreowała rolę tytułową w prapremierze opery Chiara di Rosembergh Luigiego Ricciego. W 1832 roku występowała w Paryżu i Londynie, rok później w Bolonii i Madrycie.
W 1838 roku wyszła za mąż za księcia Barni i po występach w rzymskim Teatro Valle zakończyła karierę sceniczną.